# Dacissé (Siglé)
Ne doit pas être confondu avec Dacissé (Nanoro).
Dacissé est une commune située dans le département de Siglé de la province de Boulkiemdé dans la région du Centre-Ouest au Burkina Faso.

## Éducation et santé
Le centre de soins le plus proche de Dacissé est le centre de santé et de promotion sociale (CSPS) de Bologo.